# 高田元広
高田 元広（たかだ もとひろ、1963年1月1日 ‐ ）は、日本テレビ社員で日テレ・ライフマーケティング社長。東京都出身。国際基督教大学卒業。1985年に日本テレビに入社して、報道局キャスターや報道番組を主に担当。2010年7月1日総務局IRセンターIR部長、2016年6月1日社長室担当室次長兼企画部長兼グループ推進部長兼2020推進事務局長を経て、2017年6月1日付で新会社代表者に就任。

## 今まで出演していた番組
| 期間          | 期間          | 番組名                    | 役職                           | 備考                                                                                |
| ------------- | ------------- | ------------------------- | ------------------------------ | ----------------------------------------------------------------------------------- |
| 1999年1月     | 2001年3月     | あさ天5                   | ニュースコーナーキャスター     |                                                                                     |
| 1999年4月8日  | 2001年3月28日 | ジパングあさ6             | 『ニュースジパング』キャスター | 両番組とも、1999年12月末まで木曜日・金曜日担当、2000年1月4日から月曜日 - 水曜日担当 |
| 1999年4月8日  | 2001年3月28日 | ルックルックこんにちは    | ニュースコーナーキャスター     | 両番組とも、1999年12月末まで木曜日・金曜日担当、2000年1月4日から月曜日 - 水曜日担当 |
| 1999年4月10日 | 2000年9月30日 | ニュースプラス1・サタデー | キャスター                     |                                                                                     |
| 1999年4月11日 | 2000年9月24日 | ニュースプラス1・サンデー | キャスター                     |                                                                                     |
| 2000年10月1日 | 2001年3月25日 | The独占サンデー           | ニュースコーナーキャスター     |                                                                                     |

| スタブアイコン | サブスタブ | この項目は、まだ閲覧者の調べものの参照としては役立たない、人物に関連した書きかけの項目です。この項目を加筆・訂正などしてくださる協力者を求めています（P:人物伝/PJ:人物伝）。 |